# Kuno Dewitz
Kuno Dewitz (* 17. Oktober 1897 in Soldau; † 3. Januar 1960 in Friedrichsort) war ein deutscher Generalmajor der Wehrmacht.

## Leben
Dewitz trat während des Ersten Weltkriegs am 11. Juni 1915 als Fahnenjunker in das Ersatz-Bataillon des Danziger Infanterie-Regiments Nr. 128 der Preußischen Armee ein. Nach einem Fähnrich-Kurs in Döberitz wurde er am 3. Dezember 1915 zum Regiment ins Feld überwiesen. Dort wurde er am 6. November 1916 zum Leutnant befördert. Für seine Leistungen während des Krieges erhielt Dewitz beide Klassen des Eisernen Kreuzes und das Verwundetenabzeichen in Schwarz.
Dewitz trat in die Wehrmacht ein und lehrte ab dem 1. Oktober 1937 an der Kriegsschule Potsdam. Mit dem deutschen Überfall auf Polen am 1. September 1939 wurde er als Bataillonskommandeur zur Truppe abkommandiert. Dewitz führte vom 19. Januar 1942 bis 30. Januar 1944 als Kommandeur das Infanterie-Regiment 9. Für die Führung des Regiments wurde Dewitz am 9. Juli 1942 mit dem Deutschen Kreuz in Gold ausgezeichnet. Im Frühjahr 1944 wurde er als stellvertretender Kommandeur an die Schule I für Fahnenjunker der Infanterie in Dresden versetzt. Dort wirkte er vom 1. Mai bis 15. Juni 1944. Im Anschluss führte er als Kommandeur die Infanterieschule in Wiener Neustadt. Am 1. April 1945 wurde Dewitz zum Kommandeur der 245. Infanterie-Division ernannt, die er bis zur deutschen Kapitulation und damit dem Kriegsende führte. Nach Kriegsende wurde er von der Britischen Armee in Kriegsgefangenschaft genommen. Hieraus wurde Dewitz am 30. Juni 1947 entlassen.